# Brachythecium svihlae
Brachythecium svihlae là một loài rêu trong họ Brachytheciaceae. Loài này được E.B. Bartram mô tả khoa học đầu tiên năm 1951.